# Planter

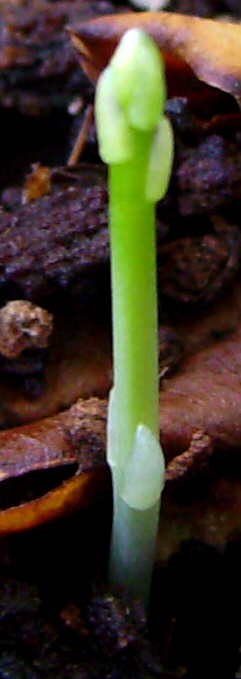
Esparreguera tot just germinada, les esparregueres es fan normalment amb un planter que pot durar dos anys

Planter en agricultura i especialment en horticultura, és una sembra que es fa amb l'objectiu d'aconseguir plantes que seran trasplantades quan adquireixin un cert desenvolupament.
El terme planter ha passat al món de l'esport amb el significat de formar els jugadors dins d'un mateix club o equip.
L'espai on es fa un planter acostuma a ser un tros de terra molt ben acondicionat i adobat o bé en un substrat (de torba, fibra de coco, perlita, vermiculita, etc. o les seves mescles), en testos, caixoneres o dins d'hivernacles.

## Avantatges i desavantatges de fer un planter
Hi ha algunes plantes que es poden fer en planter mentre que altres (per la dificultat del trasplantament o la gran quantitat de plantes que es necessiten) s'han de sembrar directament al lloc definitu
Els dos avantatges principals de fer un planter és escurçar el temps que es dedica a cultivar i que el conreu comenci amb avantatge respecte a les males herbes que poden fer-li competència i possiblement amb millors condicions de temperatura.

## Les hortalisses i el planter
Entre les espècies amb les quals tradicionalment s'ha fet un planter hi ha l'arròs, tanmateix actualment en l'arròs s'opta més aviat per fer una sembra directa donada la gran quantitat d'hores de treball que exigia fer-ne el trasplantament.
El trasplantament amb arrel nua de les plantes del planter s'ha practicat tradicionalment amb espècies com tomaqueres, enciams i cols, entre d'altres però actualment acostumen a presentar-se les arrels envoltades d'un pa de terra o de substrat que miniminitza la crisi del trasplantament. Aquest pa de terra és imprescindible en les cucurbitàcies (carbassons, síndries, melons, etc.) 
De vegades es trasplanten les plantes sense treure-les del recipient on an estat sembrades, aquest és el cas dels jyffi pots, que és un tac de torba que, quan s'hidrata, s'infla i forma un petit cilindre i es planten tot sencers.
Algunes hortalisses com la pastanaga o el rave no s'acostuma a fer amb un planter previ perquè és fàcil que es malmeti la rel durant el trasplantament i la seva arrel pot acabar creixent deformada.
Els conreus extensius com els cereals, lleguminoses i d'altres no es fan normalment de planter encara que a petita escala també s'ha arribat a fer, per exemple mongeteres i pèsols criats en testos.
En els planters les plantes creixen normalment més juntes del que estaran en el terreny definitiu. Sovint s'han d'aclarir les plàntules nascudes. Les necessitats de temperatura de cada espècie marquen el moment de fer el planter, també s'ha d'evitar, vigilant el moment de la sembra, que s'espiguin fora del moment adequat.